# Cebrennus rechenbergi
Espèce
Cebrennus rechenbergi est une espèce d'araignées aranéomorphes de la famille des Sparassidae.

## Distribution

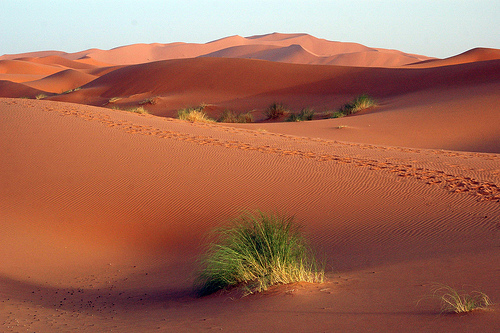
Dunes de sable de l'erg Chebbi.

Cette espèce est endémique du Maroc. Elle se rencontre dans les dunes de sable de l'erg Chebbi dans la province d'Errachidia.

## Description

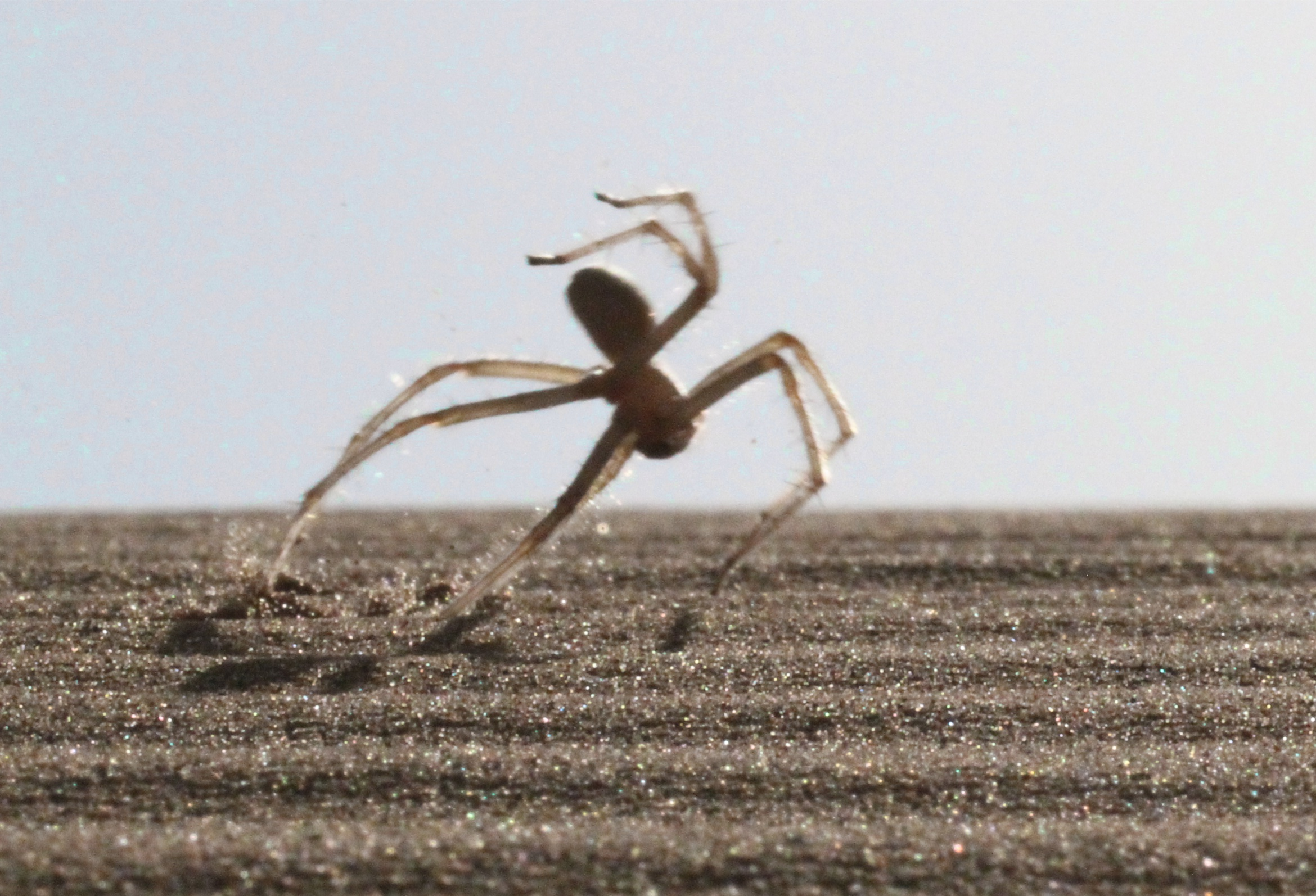
Cebrennus rechenbergi

Les mâles mesurent de 13,8 à 19,0 mm et les femelles de 19,0 à 19,5 mm. Mâles et femelles sont de la même couleur blanche avec un scopule noir sur leurs pattes ventrales et une coloration jaune sur leur opisthosome dorsale et leurs fémurs.

## Éthologie
Lorsqu'elle se sent provoquée ou menacée, celle-ci a la capacité de doubler sa vitesse pour atteindre une vitesse de 2 mètres par seconde en réalisant des flip flap à l’image des gymnastes dans le but d'épuiser son prédateur,, seule espèce d'araignée à utiliser une telle méthode de locomotion. Cette stratégie de fuite est épuisante pour l'araignée, car si elle effectue des flip flap dix fois en une journée, elle mourra.
Elle se nourrit principalement de papillons avant le lever du soleil.
Elle passe les jours chauds du désert dans son terrier frais dans le sable à l'abri du soleil et des prédateurs, créant son habitation avec ses pédipalpes.

## Cebrennus rechenbergiet l'Homme
La découverte de cette espèce a une influence sur la robotique biomimétique, résultant en le développement d'un robot expérimental basé sur la méthode de fuite de l'araignée.

## Étymologie
Cette espèce est nommée en l'honneur d'Ingo Rechenberg, chercheur et professeur à l'université technique de Berlin. Rechenberg aurait d'abord repéré l'espèce lors d'un voyage au Maroc dès 2006, mais n'aurait collecté qu'un premier spécimen en 2008,,. Celui-ci a d'abord été confondu avec Cebrennus villosus, une espèce de Tunisie et d'Algérie, mais plus tard identifiée comme une espèce distincte par Peter Jäger de l'Institut de recherche et musée d'histoire naturelle Senckenberg,. Après avoir observé de petites variations dans les organes génitaux des deux espèces et en remarquant le caractère distinctif du mouvement particulier de l'araignée, Jäger confirme son statut de nouvelle espèce. L'holotype est daté du 15 juillet 2009.

## Publication originale
- Jäger, 2014 : Cebrennus Simon, 1880 (Araneae: Sparassidae): a revisionary up-date with the description of four new species and an updated identification key for all species. Zootaxa, no 3790(2), p. 319-356.